# Air Hong Kong
AHK Air Hong Kong Limited (AHK), що діє як Air Hong Kong, — вантажна авіакомпанія зі штаб-квартирою в Гонконгу, що здійснює комерційні авіаперевезення по 12 пунктах призначення в дев'яти країнах, включаючи Китай, Японію, Малайзію, Філіппіни, Тайвань, Сінгапур, Республіку Корея і Таїланд. Портом приписки авіакомпанії та її вантажним транзитним центром є гонконгський міжнародний аеропорт Чхеклапкок.
Повітряний флот Air Hong Kong складають літаки Airbus A300-600F General Freighter, авіакомпанія була стартовим експлуатантом даного типу лайнерів.
Авіакомпанія Air Hong Kong була заснована в листопаді 1986 року трьома гонконгськими бізнесменами і почала операційну діяльність з чартерних перевезень 4 лютого 1988 року на літаках Boeing 707-320C. 4 червня 1994 року найбільша авіакомпанія Гонконгу Cathay Pacific викупила 75 відсотків власності Air Hong Kong, а в лютому 2002 року придбала інші 25 відсотків, ставши повним власником вантажного авіаперевізника. У жовтні того ж року Cathay Pacific і концерн DHL уклали угоду про співпрацю, після чого 40% власності Air Hong Kong відійшло підрозділу DHL World Express, а 60% компанії залишилося у володінні Cathay Pacific.

## Історія
Air Hong Kong була утворена в листопаді 1986 року трьома бізнесменами, до яких пізніше приєдналися Роджер Уоллман і Томас Санг з Гонконгу, які надали істотну допомогу у фінансуванні діяльності нового підприємства. Авіакомпанія почала свою діяльність 4 лютого 1988 року з виконання вантажних перевезень на літаках Boeing 707-320C по чартерним контрактами в Бомбей (нині Мумбаї), Велику Британію і Катманду, а 18 жовтня наступного року був укладений перший контракт на регулярні вантажні рейси. На початку 1990 року Air Hong Kong експлуатувала два лайнера Boeing 707-320, крім чартерів виконуючи регулярні рейси в Манчестер і маючи комерційні права на маршрути у Окленд, Брюссель, Фукуоку, Гуам, Мельбурн, Нагою, Осаку, Перт, Пусан, Сінгапур, Сідней, Відень та Цюрих. У квітні 1991 року компанія почала обслуговування регулярного напрямки в Нагою і отримала додатковий дозвіл на рейси в Ханой і Хошимін. У березні наступного року Air Hong Kong видана ліцензія на вантажні регулярні маршрути у Кернс, Дарвін, Дакку, Дубай, Катманду, Куала-Лумпур і Таунвилл (Пенсільванія), в результаті чого до березня 1993 року авіакомпанія обслуговувала регулярні перевезення між Гонконгом і містами Брюссель, Дубай, Хошимін, Манчестер, Нагоя та Сінгапур, використовуючи повітряний флот з двох літаків Boeing 747-100SF і одного Boeing 707-320C.

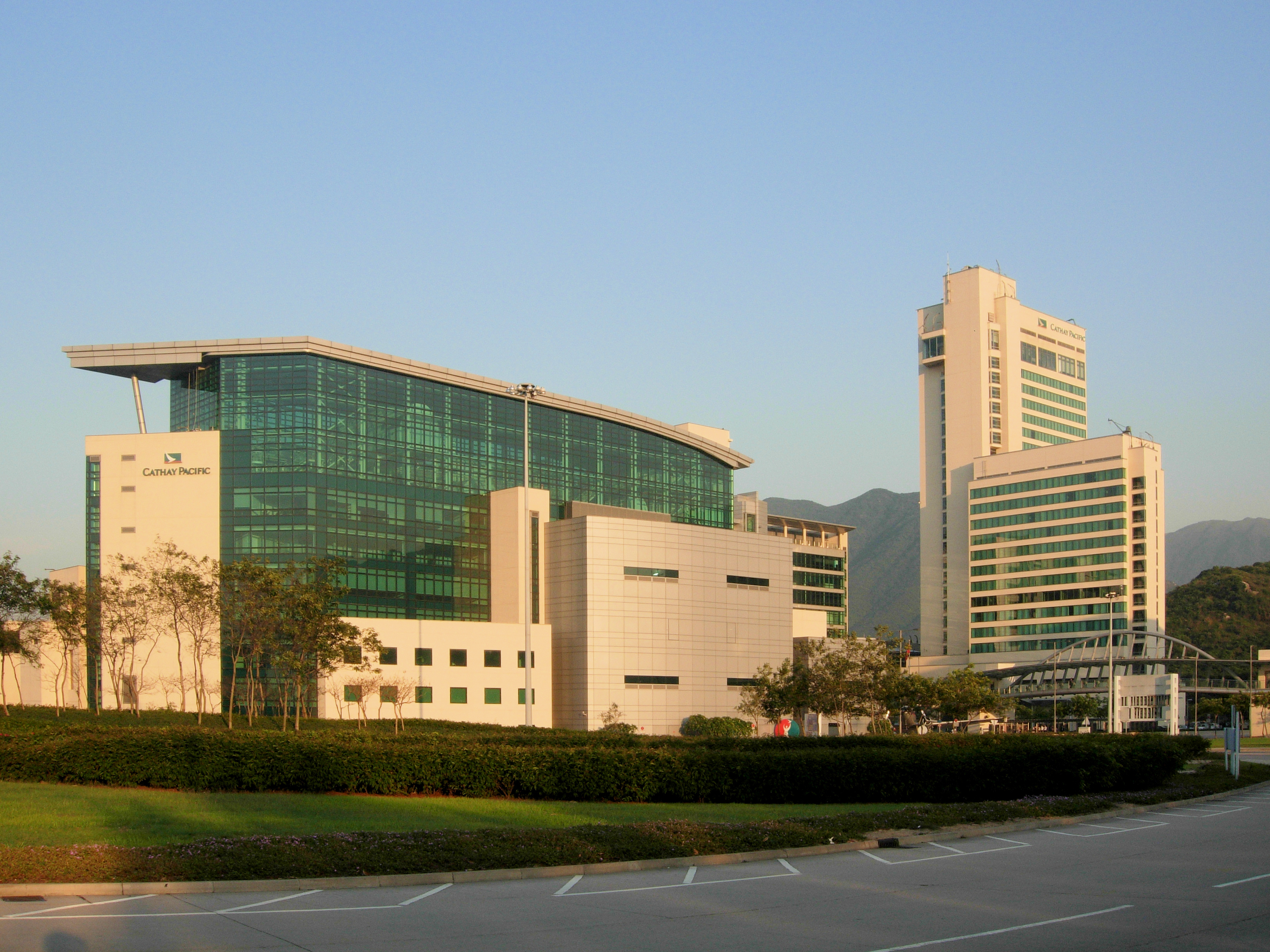
Адміністративний комплекс Cathay Pacific, де розміщується штаб-квартира авіакомпанії Air Hong Kong

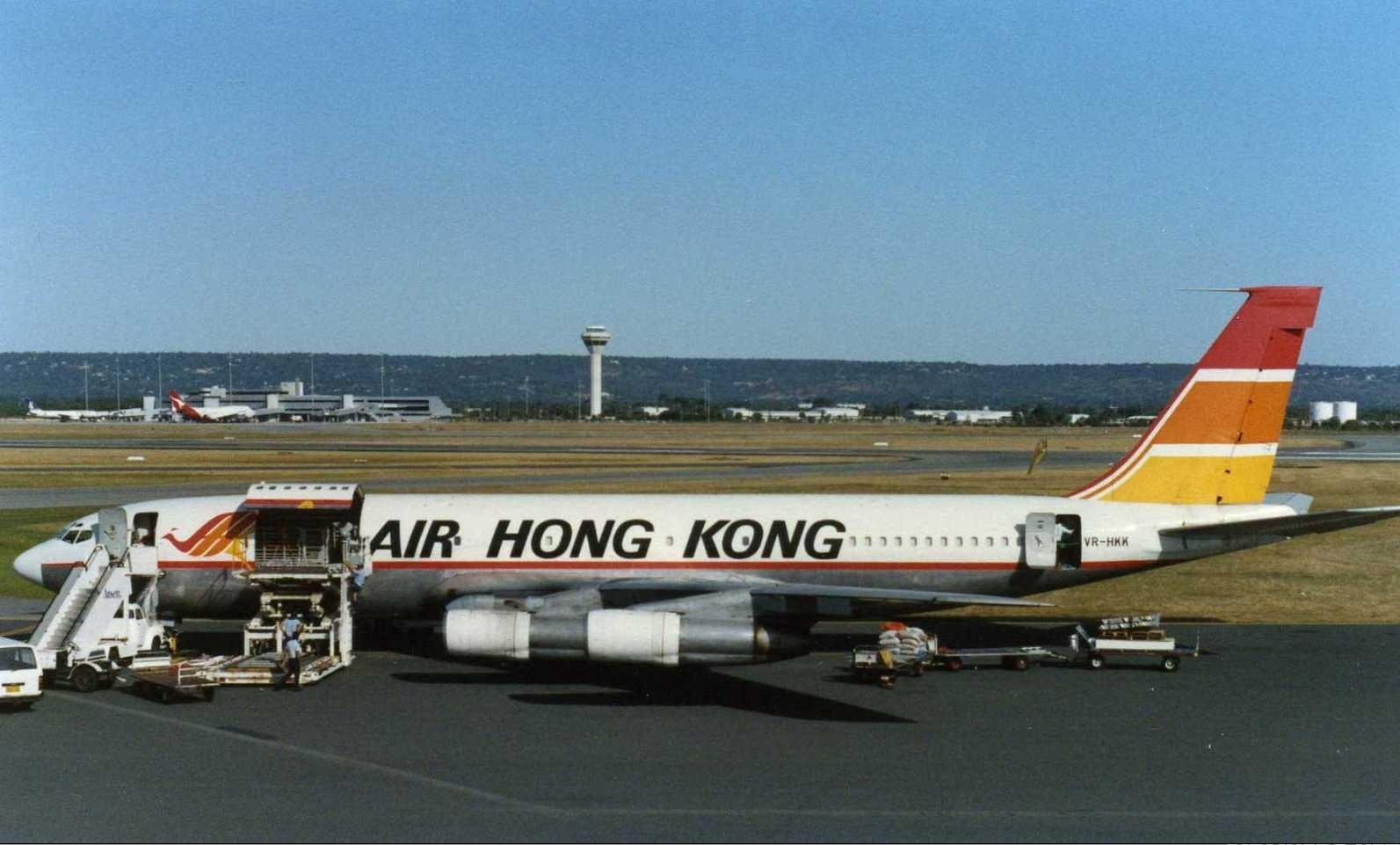
Boeing 707-300C авіакомпанії Air Hong Kong в аеропорту Перта, початок 1990-х років

У 1993 році Air Hong Kong уклала угоду з компанією «Polaris Aircraft Leasing» (дочірньою структурою General Electric Capital), згідно з яким у тому ж році з авіаперевізника знімалося тягар оплати лізингових платежів за три літака Boeing 747-100SF в обмін на опціон на придбання 49 відсотків власності перевізника в січні 1995 року. У червні 1994 року флагманська авіакомпанія Гонконгу Cathay Pacific викупила 75 власності Air Hong Kong за 200 мільйонів гонконгських доларів, внаслідок чого угода з Polaris виявилася автоматично розірваною. У листопаді того ж року з причини серйозних фінансових труднощів авіакомпанія була змушена припинити оренду всіх літаків Boeing 707-320C і одного лайнера Boeing 747-100SF, а в січні наступного року — ще двох літаків Boeing 747-100SF. До 2000 року Air Hong Kong експлуатувала флот з трьох Boeing 747-200F і виконувала регулярні вантажні перевезення з Гонконгу в Брюссель, Дубай, Манчестер і Осаку.
У лютому 2002 року Cathay Pacific придбала решта 25% акцій Air Hong Kong, тим самим ставши повноправним власником власності вантажної авіакомпанії. З 1 липня того ж року почалася реструктуризація діяльності Air Hong Kong, були закриті маршрути в Брюссель, Дубай і Манчестер, а центр ваги операційної діяльності компанії був перенесений на ринок комерційних авіаперевезень в Азії. У жовтні 2002 року Cathay Pacific уклала угоду з DHL Worldwide Express з продажу 30% акцій Air Hong Kong в обмін на фінансування придбання середніх вантажних лайнерів і право їх роботи в маршрутній мережі DHL між Гонконгом і країнам Азійсько-Тихоокеанського регіону. Отримані 300 мільйонів доларів США були спрямовані на придбання п'яти вантажних літаків з поставкою в 2004 році і ще 100 мільйонів доларів — на придбання трьох вантажних лайнерів з постачанням до 2010 року. У березні 2003 року Cathay Pacific продала ще 10% акцій Air Hong Kong у DHL Worldwide Express, залишивши у власності 60% акцій вантажного авіаперевізника.
Air Hong Kong стала стартовим замовником нової моделі вантажних лайнерів Airbus A300-600F, які оснащені сучасною системою навантаження, здатної обробляти практично всі види контейнерів та вантажних піддонів, а також бічними дверима задньої частини першої (нижньої) палуби літака для навантаження і розвантаження великогабаритних предметів. Перший лайнер нового типу був поставлений авіакомпанії у вересні 2004 року, решта вісім були передані в експлуатацію 22 червня 2006 року. Кожен літак оснащений двома турбовентиляторними двигунами General Electric (GE) CF6-80C2, на технічне обслуговування яких 25 січня 2005 року був підписаний контракт на 14 років.
У листопаді 2007 року авіакомпанія Air Hong Kong отримала премію «Найкраща операційна діяльність» від літакобудівного концерну Airbus за результатами досягнення найкращих результатів при експлуатації літаків Airbus на вантажних перевезеннях і мінімальний час відхилення від графіка на регулярних маршрутах.

## Маршрутна мережа

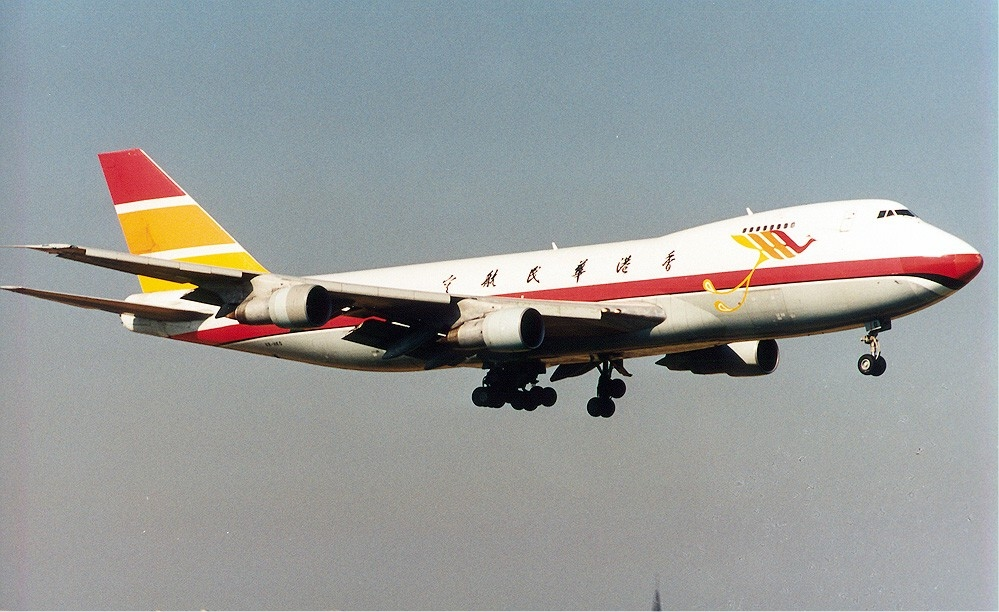
Boeing 747-200F авіакомпанії Air Hong Kong в брюссельському аеропорту, грудень 1996 року

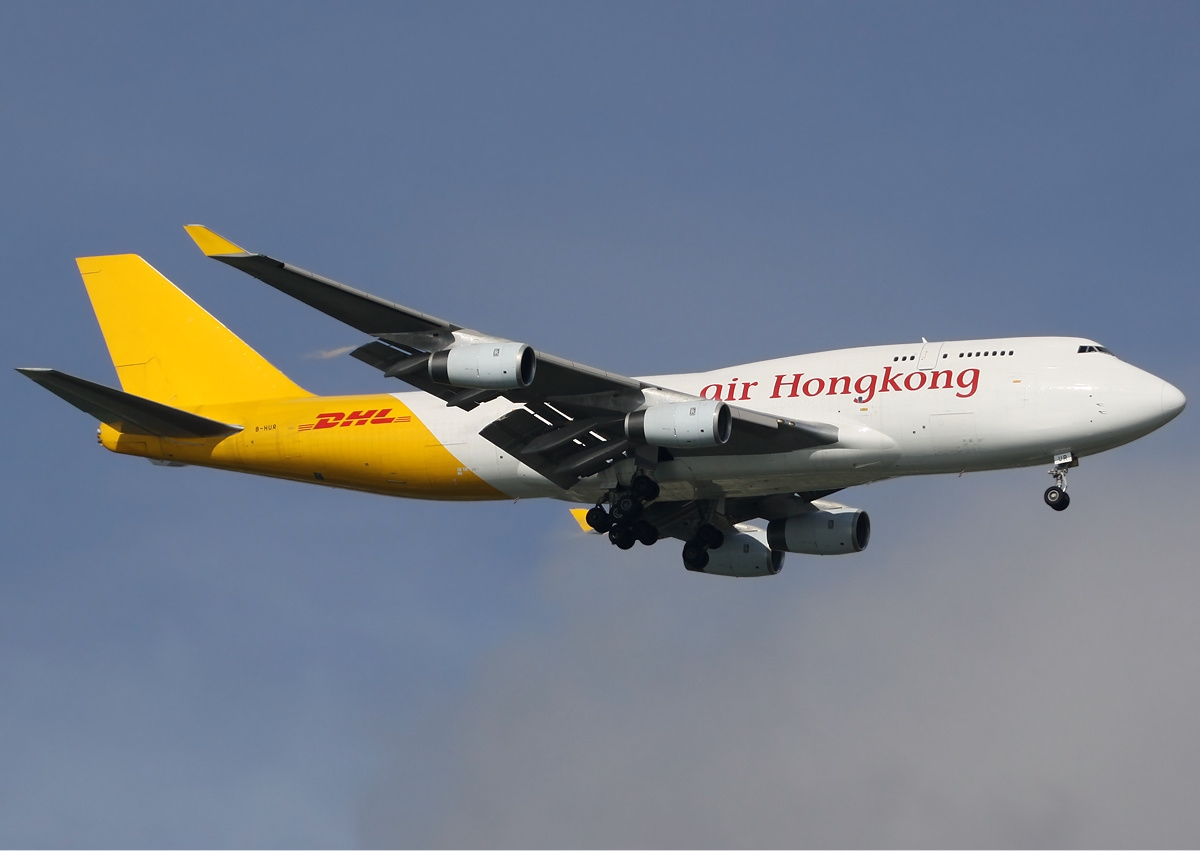
Посадка Boeing 747-400F авіакомпанії Air Hong Kong у сінгапурському міжнародному аеропорту Чангі, листопад 2011 року

Станом на 7 травня 2010 року маршрутна мережа регулярних перевезень авіакомпанії Air Hong Kong включала в себе наступні пункти призначення:
- КНР
  - Пекін — міжнародний аеропорт Шоуду
  - Шанхай — міжнароднийаеропорт Шанхай Пудун
- Гонконг
  - Гонконг — міжнародний аеропорт Чхеклапкок, хаб
- Японія
  - Нагоя — Міжнародний аеропорт Тюбу
  - Осака — міжнародний аеропорт Кансай
  - Токіо — міжнародний аеропорт Наріта
- Малайзія
  - Пенанг — міжнародний аеропорт Пенанг
- Філіппіни
  - Маніла — міжнародний аеропорт імені Ніной Акіно
- Сінгапур
  - Сінгапур — міжнародний аеропорт Чангі
- Республіка Корея
  - Сеул — міжнародний аеропорт Інчхон
- Китайська Республіка
  - Тайбей — міжнародний аеропорт Тайвань Таоюань
- Таїланд
  - Бангкок — міжнародний аеропорт Суварнабхумі

### Припинені маршрути
- Бельгія — Брюссель
- Індія — Мумбаї
- Непал — Катманду
- ОАЕ — Дубаї
- Велика Британія — Манчестер
- В'єтнам — Хошимін

## Флот

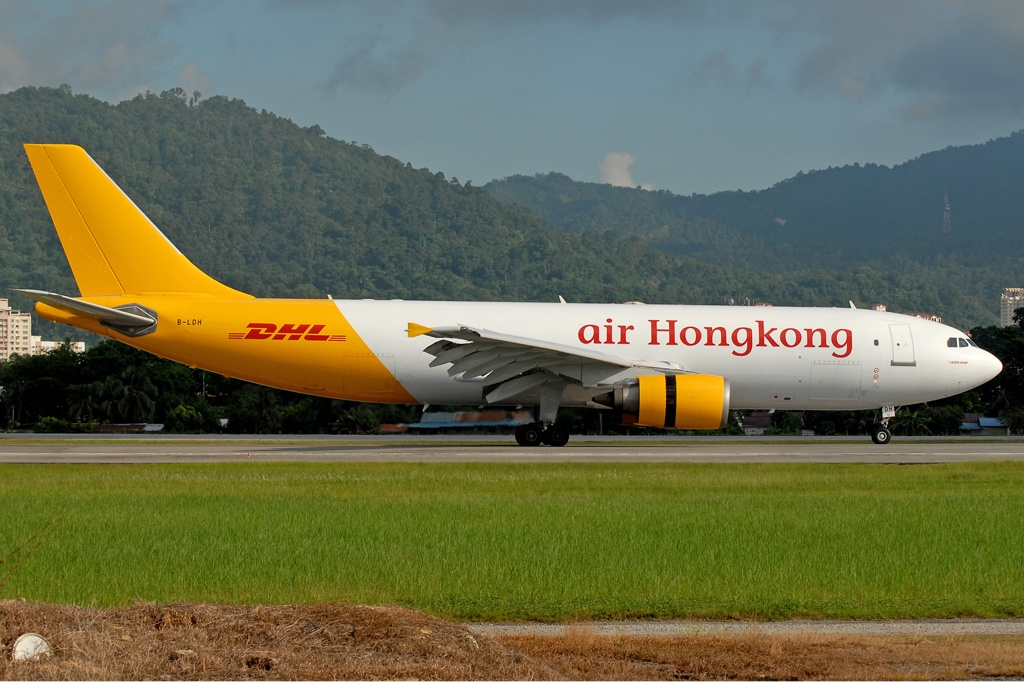
Airbus A300-600F General Freighter авіакомпанії Air Hong Kong у розфарбуванні корпорації DHL

У жовтні 2011 року повітряний флот авіакомпанії Air Hong Kong складали наступні літаки:
- A300-600F — 8 одиниць
- Boeing 747-400 (BCF) — 3 одиниці (мокрий лізинг у Cathay Pacific)

### Колишній флот
- Boeing 707-320C
- Boeing 747-100SF
- Boeing 747-200F
- Boeing 727-200F